# Gummi (logiciel)
 (septembre 2012).
Gummi est un éditeur de fichiers LaTeX. C'est un logiciel libre et gratuit, sous licence MIT et développé en C/GTK+.

## Fonctionnalités
- Prévisualisation en direct du document compilé
- Ouverture de plusieurs fichiers simultanément avec gestion de projets
- Options de compilation et de composition personnalisables
- Aperçu continu du document en fonction de la zone d'édition
- Vérification des erreurs
- Utilisation de documents modèles
- Correction orthographique
- Coloration syntaxique (avec plusieurs jeux de couleurs)
- Statistiques du document
- Utilisation d'extraits de code pour insérer rapidement du code
- Assistant pour créer facilement certains objets (tableaux, matrices, images...)
- Intégration de BibTeX pour gérer une bibliographie
- Support de SyncTeX
- Exportation au format PDF